# Zonsverduistering van 11 augustus 1999

Animatie zonsverduistering
op 11 augustus 1999

De totale zonsverduistering van 11 augustus 1999 trok veel over land en was achtereenvolgens te zien in deze zeventien landen: het Verenigd Koninkrijk, Frankrijk, België, Luxemburg, Duitsland, Oostenrijk, Slovenië, Hongarije, Servië, Roemenië, Bulgarije, Turkije, Syrië, Irak, Iran, Pakistan en India.

## Lengte

### Maximum
Het punt met maximale totaliteit lag in Roemenië, vlak bij de stad Râmnicu Vâlcea, en duurde 2m22,9s.

### Limieten
| Fenomeen                    | Code | Tijdstip UTC |
| --------------------------- | ---- | ------------ |
| Eerste contact bijschaduw   | P1   | 08:26:17.6   |
| Eerste contact kernschaduw  | U1   | 09:29:55.2   |
| Kernschaduw compleet vanaf  | U2   | 09:30:53.0   |
| Bijschaduw compleet vanaf   | P2   | Niet         |
| Maximum eclips              | GE   | 11:03:07.5   |
| Bijschaduw compleet t/m     | P3   | Niet         |
| Kernschaduw compleet t/m    | U3   | 12:35:33.7   |
| Laatste contact kernschaduw | U4   | 12:36:26.1   |
| Laatste contact bijschaduw  | P4   | 13:40:08.5   |

## Zichtbaarheid
Onderstaand overzicht toont in chronologische volgorde per land de gebieden waarin de totale verduistering te zien was :

### Europa

#### Luxemburg
| 1. Redange 2. Capellen 3. Esch-sur-Alzette 4. Mersch | 1. Luxemburg 2. Grevenmacher 3. Remich |

#### Oostenrijk
| 1. Tirol 2. Salzburg 3. Opper-Oostenrijk | 1. Stiermarken (deelstaat) 2. Neder-Oostenrijk 3. Burgenland |

#### Hongarije
| 1. Vas 2. Győr-Moson-Sopron 3. Zala 4. Veszprém 5. Somogy | 1. Komárom-Esztergom 2. Fejér 3. Tolna 4. Baranya 5. Pest | 1. Bács-Kiskun 2. Csongrád 3. Jász-Nagykun-Szolnok 4. Békés |

#### Roemenië
| 1. Timiș 2. Arad 3. Caraș-Severin 4. Hunedoara 5. Gorj | 1. Mehedinți 2. Alba 3. Sibiu 4. Vâlcea | 1. Dolj 2. Argeș 3. Olt 4. Dâmbovița | 1. Teleorman 2. Prahova 3. Giurgiu 4. Ilfov | 1. Ialomița 2. Călărași 3. Bacău 4. Constanța |

#### Bulgarije
| 1. Roese 2. Silistra 3. Razgrad | 1. Sjoemen 2. Dobritsj 3. Varna |

### Azië

#### Turkije
| 1. Bartın 2. Zonguldak 3. Kastamonu 4. Karabük 5. Çankırı | 1. Sinop 2. Çorum 3. Samsun 4. Amasya 5. Yozgat | 1. Tokat 2. Sivas 3. Erzincan 4. Malatya | 1. Tunceli 2. Elazığ 3. Diyarbakır 4. Bingöl | 1. Batman 2. Mardin 3. Siirt 4. Şırnak |

#### Irak
| 1. Duhok 2. Ninawa 3. Arbil | 1. Suleimaniya 2. Kirkoek 3. Diyala |

#### Iran
| 1. West-Azerbeidzjan 2. Kordestan 3. Kermanshah 4. Hamadan 5. Ilam | 1. Lorestan 2. Markazi 3. Isfahan 4. Chahar Mahaal en Bakhtiari | 1. Yazd 2. Fars 3. Kerman 4. Sistan en Beloetsjistan |

#### India
| 1. Gujarat 2. Madhya Pradesh 3. Maharashtra | 1. Andhra Pradesh 2. Chhattisgarh 3. Odisha |